# صورت حسین‌اف
صورت حسین‌اف (ترکی آذربایجانی: Surət Davud oğlu Hüseynov / Сурәт Давуд оғлу Һүсејнов؛ زادهٔ ۱۲ فوریهٔ ۱۹۵۹ – درگذشتهٔ ۳۱ ژوئیه ۲۰۲۳) سیاست‌مدار اهل جمهوری آذربایجان بود.
وی همچنین برندهٔ جوایزی همچون مدال ستاره طلایی (جمهوری آذربایجان) شده‌است.